# Macrosolen
Macrosolen é um género botânico pertencente à família Loranthaceae.